# Piotr de Insula
Piotr de Insula (XV w.) – duchowny katolicki, biskup serecki.
Pochodził z Włoch. Zaangażowany był w działalność dyplomatyczną na terenie Mołdawii, sprawując funkcję proboszcza w Waldhut. 29 marca 1476 r. został wybrany przez papieża Sykstusa IV biskupem sereckim. Sakrę biskupią przyjął kilka dni później, 31 marca w Rzymie. Tak jak poprzednik prawdopodobnie nie rezydował w swojej diecezji, pełniąc funkcję siedmiogrodzkiego biskupa pomocniczego.